# Nový York
Nový York (německy Newyork) je osada v rámci obce Suchdol nad Lužnicí v okrese Jindřichův Hradec, v oblasti Západního Vitorazska. Přináleží k Suchdolu jako jedna ze základních sídelních jednotek jeho místní části Tušť.
Osada leží na území Západního Vitorazska. Do roku 1296 bylo celé Vitorazsko (včetně větší východní části, která je dodnes součástí Rakouska) součástí Čech. Poté je dobyli Habsburkové a po více než šest století náleželo k Dolnímu Rakousku, s výjimkou krátkých období za panování Jana Lucemburského a Jiřího z Poděbrad. Teprve po první světové válce bylo toto území připojeno k nově vzniklému Československu. Připojení Západního Vitorazska se odehrálo 31. července 1920 zákonem 450/1920 Sb.
Název osady však zjevně nepochází z roku 1920 jako výraz díku západním mocnostem za připojení tohoto území k Československu, neboť se nachází v levobřežní části povodí řeky Dračice spolu s nedalekými místy Paříž (německy Paris), na pomezí Tuště a sousední obce Rapšach, a v Rapšachu (Malý a Velký) London, či Londýn, (německy London) na mapě nejen v období mezi první a druhou světovou válkou, ale již na generální vojenské mapě z roku 1905, či na jejím vydání z 27. července 1909 podle mapování z roku 1893 na základě speciálních map z let 1876 až 1881.